# Louisa Chirico
Louisa Chirico (Morristown, 16 de maio de 1996) é uma tenista profissional estadunidense, seu melhor ranqueamento de N. 110 em simples pela WTA.

## ITF finais (5–7)

### Simples (4–5)
| Legenda           |
| ----------------- |
| $100,000 torneios |
| $75,000 torneios  |
| $50,000 torneios  |
| $25,000 torneios  |
| $15,000 torneios  |
| $10,000 torneios  |

| Finais por Piso |
| --------------- |
| Duro (1–3)      |
| Saibro (3–2)    |
| Grama (0–0)     |
| Carpete (0–0)   |

| Resultado | N. | Data                   | Torneio                   | Piso     | Oponente                 | Placar                  |
| --------- | -- | ---------------------- | ------------------------- | -------- | ------------------------ | ----------------------- |
| Campeã    | 1. | Maio 21, 2012          | Sumter, EUA               | Duro     | Victoria Duval           | 6–4, 6–3                |
| Vice      | 1. | Fevereiro 18, 2013     | Surprise, EUA             | Duro     | Tara Moore               | 6–4, 6–3                |
| Campeã    | 2. | Junho 9, 2014          | Padua, Itália             | Saibro   | Paula Cristina Gonçalves | 6–2, 1–6, 7–6(7–3)      |
| Vice      | 2. | Junho 16, 2014         | Lenzerheide, Suíça        | Saibro   | Elizaveta Kulichkova     | 5–7, 2–6                |
| Vice      | 3. | Fevereiro 2, 2015      | Midland, EUA              | Duro (i) | Tatjana Maria            | 2–6, 0–6                |
| Campeã    | 3. | Abril 20, 2015         | Dothan, EUA               | Saibro   | Katerina Stewart         | 7–6(7–1), 3–6, 7–6(7–1) |
| Vice      | 4. | Maio 4, 2015           | Indian Harbour Beach, EUA | Saibro   | Katerina Stewart         | 4–6, 6–3, 3–6           |
| Vice      | 5. | 24 de setembro de 2017 | Tampico, México           | duro     | Irina Falconi            | 5–7, 7–6 (7–3) , 1–6    |
| Campeã    | 6. | 17 de março de 2019    | São Paulo, Brasil         | saibro   | Danka Kovinić            | 6–0, 6–2                |